# Arcidiocesi di Mandalay
L'arcidiocesi di Mandalay (in latino Archidioecesis Mandalayensis) è una sede metropolitana della Chiesa cattolica in Birmania. Nel 2023 contava 20.920 battezzati su 9.717.680 abitanti. È retta dall'arcivescovo Marco Tin Win.

## Territorio
L'arcidiocesi comprende la parte meridionale della divisione di Sagaing, pressoché tutta la divisione di Mandalay e la parte orientale della divisione di Magway.
Sede arcivescovile è la città di Mandalay, dove si trova la cattedrale del Sacro Cuore di Gesù.
Il territorio è suddiviso in 40 parrocchie.

## Storia
Il vicariato apostolico della Birmania Centrale è stato eretto il 27 novembre 1866 con il breve Summum ecclesiae di papa Pio IX, in seguito alla divisione del vicariato apostolico di Birmania (oggi arcidiocesi di Yangon). La missione di evangelizzare il territorio fu affidata ai missionari francesi della Società per le missioni estere di Parigi.
Il 19 luglio 1870 per effetto del breve Quod Catholici nominis dello stesso papa Pio IX il vicariato apostolico della Birmania Centrale assunse il nome di vicariato apostolico della Birmania Settentrionale.
Il 5 gennaio 1939 cedette una porzione del suo territorio a vantaggio dell'erezione della prefettura apostolica di Bhamo (oggi diocesi di Myitkyina) e contestualmente assunse il nome di vicariato apostolico di Mandalay.
Il 1º gennaio 1955 il vicariato apostolico è stato elevato al rango di arcidiocesi metropolitana con la bolla Dum alterna di papa Pio XII.
Il 21 novembre 1992 ha ceduto un'altra porzione del suo territorio a vantaggio dell'erezione della diocesi di Hakha.

## Cronotassi dei vescovi
Si omettono i periodi di sede vacante non superiori ai 2 anni o non storicamente accertati.
- Charles Arsène Bourdon, M.E.P. † (1º ottobre 1872[1] - 1º maggio 1887 dimesso)
- Pierre-Ferdinand-Adrien Simon, M.E.P. † (24 febbraio 1888[2] - 20 luglio 1893 deceduto)
- Antoine-Marie-Joseph Usse, M.E.P. † (22 dicembre 1893[3] - 31 marzo 1900 dimesso)
  - Sede vacante (1900-1906)
- Marie-Eugène-Auguste-Charles Foulquier, M.E.P. † (18 agosto 1906[4] - 27 giugno 1929 dimesso)
- Albert-Pierre Falière, M.E.P. † (25 giugno 1930 - 19 dicembre 1959 dimesso[5])
- John Joseph U Win † (19 dicembre 1959 - 29 maggio 1965 deceduto)
- Aloysius Moses U Ba Khim † (9 agosto 1965 - 10 ottobre 1978 deceduto)
- Alphonse U Than Aung † (25 settembre 1978 - 1º marzo 2002 dimesso)[6]
- Paul Zingtung Grawng † (24 maggio 2003 - 3 aprile 2014 ritirato)
- Nicholas Mang Thang (3 aprile 2014 succeduto - 25 aprile 2019 ritirato)
- Marco Tin Win, dal 25 aprile 2019

## Statistiche
L'arcidiocesi nel 2023 su una popolazione di 9.717.680 persone contava 20.920 battezzati, corrispondenti allo 0,2% del totale.
| anno | popolazione | popolazione | popolazione | presbiteri | presbiteri | presbiteri | presbiteri                | diaconi | religiosi | religiosi | parrocchie |
| anno | battezzati  | totale      | %           | numero     | secolari   | regolari   | battezzati per presbitero | diaconi | uomini    | donne     | parrocchie |
| ---- | ----------- | ----------- | ----------- | ---------- | ---------- | ---------- | ------------------------- | ------- | --------- | --------- | ---------- |
| 1950 | 14.000      | 5.000.000   | 0,3         | 44         | 38         | 6          | 318                       |         | 20        | 97        | 22         |
| 1970 | 35.377      | 5.700.000   | 0,6         | 35         | 30         | 5          | 1.010                     |         | 9         | 86        | 35         |
| 1980 | 57.000      | 6.130.000   | 0,9         | 29         | 24         | 5          | 1.965                     |         | 8         | 89        | 5          |
| 1990 | 70.226      | 11.260.000  | 0,6         | 53         | 50         | 3          | 1.325                     |         | 12        | 116       | 15         |
| 1999 | 22.000      | 17.000.000  | 0,1         | 35         | 29         | 6          | 628                       |         | 23        | 143       | 19         |
| 2000 | 23.807      | 17.000.000  | 0,1         | 37         | 31         | 6          | 643                       |         | 36        | 91        | 19         |
| 2001 | 21.681      | 15.000.000  | 0,1         | 31         | 25         | 6          | 699                       |         | 29        | 99        | 20         |
| 2002 | 22.809      | 15.000.000  | 0,2         | 31         | 25         | 6          | 735                       |         | 84        | 90        | 20         |
| 2003 | 23.119      | 15.000.000  | 0,2         | 37         | 31         | 6          | 624                       |         | 25        | 84        | 23         |
| 2004 | 22.511      | 15.000.000  | 0,2         | 48         | 40         | 8          | 468                       |         | 25        | 126       | 30         |
| 2013 | 20.143      | 9.436.000   | 0,2         | 64         | 42         | 22         | 314                       |         | 56        | 118       | 32         |
| 2016 | 21.485      | 9.678.773   | 0,2         | 73         | 47         | 26         | 294                       | 1       | 60        | 98        | 35         |
| 2019 | 22.321      | 9.666.650   | 0,2         | 92         | 57         | 35         | 242                       |         | 68        | 12        | 35         |
| 2021 | 21.461      | 9.837.480   | 0,2         | 74         | 56         | 18         | 290                       |         | 40        | 12        | 38         |
| 2023 | 20.920      | 9.717.680   | 0,2         | 78         | 57         | 21         | 268                       |         | 46        | 14        | 40         |